# Gran Premio di Francia 2018
Il Gran Premio di Francia 2018 è stata l'ottava prova della stagione 2018 del campionato mondiale di Formula 1. La gara, corsa domenica 24 giugno 2018 sul circuito Paul Ricard di Le Castellet, è stata vinta dal britannico Lewis Hamilton su Mercedes, al suo sessantacinquesimo successo nel mondiale. Hamilton ha preceduto all'arrivo l'olandese Max Verstappen su Red Bull Racing-TAG Heuer ed il finlandese Kimi Räikkönen su Ferrari.

## Vigilia

### Sviluppi futuri
La Red Bull Racing annuncia che, nel biennio 2019-2020, verrà motorizzata dalla Honda, in luogo della Renault (anche se le power unit attuali sono ribattezzate, per motivi di sponsor, TAG Heuer). La Honda fornisce già i motori alla scuderia satellite, la Toro Rosso.
Viene prolungato l'accordo per la tenuta del Gran Premio del Belgio fino al 2021.

### Aspetti tecnici
Per questa gara la Pirelli, fornitrice unica degli pneumatici, mette a disposizione le mescole soft, supersoft e ultrasoft. La Federazione permette alla Pirelli, come avvenuto già per la gara di Barcellona, una tipologia leggermente modificata di pneumatici, col battistrada più sottile di 0,4 mm. Ciò in quanto il nuovo asfalto ha maggior grip e meno usura.
La Federazione Internazionale dell'Automobile indica due zone sul tracciato, ove i piloti potranno utilizzare il Drag Reduction System: la prima tra le curve 7 e 8, con punto di determinazione del distacco fra i piloti posto prima della  curva 7; la seconda sul rettifilo dei box, col detection point posizionato alla curva 14 (Lac).
Il tracciato del Paul Ricard ritorna ad una conformazione simile a quella utilizzata fino al 1985. La lunghezza è di 5.842 metri, con l'aggiunta della zona che porta fino alla curva Saint Beaume e di una chicane (curve 8 e 9) che spezza il lungo rettilineo del Mistral.
Dopo i problemi che si erano manifestati sui banchi di prova, la Mercedes decide di fare debuttare, da questa gara, sulle sue vetture, la nuova specifica della power unit, che inizialmente era stata prospettata per la gara del Canada.

### Aspetti sportivi
Il mondiale di Formula 1 ritorna in Francia dopo una pausa di dieci anni. L'ultima gara, nel 2008, si tenne sul circuito di Magny Cours. Il 12 maggio 2008, Bernie Ecclestone aveva annunciato che dal campionato 2009 il gran premio non si sarebbe più corso a Magny-Cours; pertanto, in assenza di altri candidati credibili, il gran premio non fu incluso nel calendario della stagione 2009.
Nel giugno 2012 venne prospettato il ritorno del gran gremio, da tenersi sul circuito Paul Ricard, probabilmente a fine agosto; successivamente l'assenza dei fondi necessari fece abbandonare il progetto.
Nel maggio 2014 il circuito francese di Magny-Cours annunciò la sua volontà di rientrare nel calendario iridato per ospitare il gran premio a partire dalla stagione 2015; Ecclestone invece negò che la Formula 1 potesse tornarci nell'immediato futuro. A dispetto di ciò, due anni dopo lo stesso Ecclestone indicò come probabile una gara al Paul Ricard, per la stagione 2018, prospettiva poi effettivamente verificatasi.
Questo tracciato aveva già ospitato gare valide per il mondiale di F1 in 14 occasioni, la prima nel 1971, con vittoria di Jackie Stewart su Tyrrell-Ford Cosworth. Negli anni seguenti la pista si alternò con altri tracciati francesi quale sede della gara. Dal 1985 il Paul Ricard divenne, per qualche stagione, sede fissa del gran premio. L'ultima edizione tenutasi sul tracciato, fu quella del 1990, vinta da Alain Prost su Ferrari.
La Scuderia Toro Rosso conferma il proseguimento dell'impiego di Brendon Hartley, che era stato messo in dubbio, nell'ultimo periodo, a causa delle prestazioni non brillanti.
Nel fine settimana precedente alla gara Fernando Alonso (assieme a Sébastien Buemi e Kazuki Nakajima) si aggiudica la 24 Ore di Le Mans. È il quinto pilota campione del mondo di F1 ad aggiudicarsi la gara di durata. L'ultimo pilota in attività in F1, ad essersi aggiudicato la gara, era stato Nico Hülkenberg, nel 2015.
Da questa stagione, il gran premio è sponsorizzato dalla Pirelli.
L'ex pilota di F1 Yannick Dalmas è nominato quale commissario aggiunto per la gara. Per il francese è la prima volta che ricopre questo ruolo in un weekend di F1.

## Prove

### Resoconto
Lewis Hamilton ha ottenuto il miglior tempo nella prima sessione di prove. Il britannico ha ottenuto il suo tempo con le gomme ultrasoft, precedendo, di poco più di un decimo, il compagno di scuderia, Valtteri Bottas. La guida dei pilota è stata influenzata da forti raffiche di vento, che hanno colpito il tracciato. Il terzo tempo è stato ottenuto da Daniel Ricciardo su Red Bull Racing, mentre le Ferrari hanno concluso la sessione col quarto e quinto tempo. Max Verstappen, l'altro pilota della Red Bull, è settimo, dopo che i tecnici hanno dovuto sostituire il fondo piatto della sua monoposto. Al termine della sessione Marcus Ericsson è uscito di pista alla Signes, andando a colpire le protezioni a bordo pista. La sua Sauber, oltre a essere danneggiata, è stata anche colpita da un incendio al retrotreno.
Hamilton è l'unico pilota, nella sessione pomeridiana, a scendere sotto il minuto e 32 secondi. Le condizioni della pista, con asfalto alla temperatura di 51 °C, non ha consentito ai piloti di migliorarsi, rispetto ai tempi ottenuti nella prima sessione. Alle spalle del campione del mondo non si è inserito Bottas, il compagno di team, che ha scontato dei gravi problemi per la perdita d'acqua della sua vettura, ma le due Red Bull. Le due vetture anglo-austriache hanno ancora preceduto le Ferrari, con Sebastian Vettel che però non è riuscito a completare nessun giro veloce. La sessione è stata interrotta, quando mancavano 46 minuti al suo termine, per la perdita della ruota posteriore sinistra sulla Force India di Sergio Pérez; la monoposto si è così bloccata in mezzo alla pista, richiedendo l'intervento dei commissari. La monoposto è stata poi riparata, e il messicano è potuto tornare in pista, nella fase finale di sessione. Ericsson, invece, dopo l'incidente della mattina, non ha potuto prendere parte a questa sessione. Lo svedese, per proseguire il weekend, deve sostituire il telaio, il motore e anche il cambio. La Force India, per l'incidente di Pérez, è stata multata di 15 000 euro, al quale si aggiunge un'altra multa di 85 000, sospesa però con la condizionale.
La sessione del sabato è limitata dall'arrivo della pioggia, dopo circa dieci minuti dall'inizio, tanto che solo tredici piloti avevano ottenuto un tempo cronometrato. Il miglior tempo è quello di Valtteri Bottas, ottenuto con gomme ultrasoft. Il finlandese ha preceduto Carlos Sainz Jr. e Charles Leclerc. In questa fase Kimi Räikkönen aveva effettuato anche un lungo. Con la pioggia solo sette piloti hanno voluto testare le gomme da bagnato.

### Risultati
Nella prima sessione del venerdì si è avuta questa situazione: 
| Pos | Nº | Pilota           | Costruttore               | Tempo    | Gap    | Giri |
| --- | -- | ---------------- | ------------------------- | -------- | ------ | ---- |
| 1   | 44 | Lewis Hamilton   | Mercedes                  | 1'32"231 |        | 25   |
| 2   | 77 | Valtteri Bottas  | Mercedes                  | 1'32"371 | +0"140 | 29   |
| 3   | 3  | Daniel Ricciardo | Red Bull Racing-TAG Heuer | 1'32"527 | +0"296 | 25   |

Nella seconda sessione del venerdì si è avuta questa situazione:
| Pos | Nº | Pilota           | Costruttore               | Tempo    | Gap    | Giri |
| --- | -- | ---------------- | ------------------------- | -------- | ------ | ---- |
| 1   | 44 | Lewis Hamilton   | Mercedes                  | 1'32"539 |        | 27   |
| 2   | 3  | Daniel Ricciardo | Red Bull Racing-TAG Heuer | 1'33"243 | +0"704 | 31   |
| 3   | 33 | Max Verstappen   | Red Bull Racing-TAG Heuer | 1'33"271 | +0"732 | 24   |

Nella prima sessione del sabato si è avuta questa situazione:
| Pos | Nº | Pilota           | Costruttore    | Tempo    | Gap    | Giri |
| --- | -- | ---------------- | -------------- | -------- | ------ | ---- |
| 1   | 77 | Valtteri Bottas  | Mercedes       | 1'33"666 |        | 3    |
| 2   | 55 | Carlos Sainz Jr. | Renault        | 1'34"953 | +1"287 | 3    |
| 3   | 16 | Charles Leclerc  | Sauber-Ferrari | 1'35"012 | +1"346 | 5    |

## Qualifiche

### Resoconto
La sessione di qualifica si svolge con temperatura dell'aria di 22 °C e pista asciutta. Nella prima fase il primo a ottenere un tempo è Lance Stroll. In seguito il canadese è battuto dalle due Haas e Valtteri Bottas, anche se il tempo migliore è ottenuto dall'altro pilota della Mercedes, Lewis Hamilton. Non passano alla Q2 Stroll, Sergej Sirotkin, Stoffel Vandoorne, Brendon Hartley e Fernando Alonso.
In Q2 la pioggia si riaffaccia sul tracciato, costringendo così i piloti a cercare subito un tempo. Al termine del primo tentativo Hamilton è ancora una volta il più rapido. L'intensità della pioggia però non è molto forte, tanto da non condizionare le prestazioni. Mercedes e Red Bull Racing ottengono i loro tempi con gomme supersoft, mentre la Ferrari opta per le ultrasoft. Sono eliminati Marcus Ericsson, Pierre Gasly, Sergio Pérez, Nico Hülkenberg e Esteban Ocon. Charles Leclerc entra, per la prima volta, nella fase decisiva di una qualifica.
Nella fase finale Lewis Hamilton ottiene subito il miglior tempo, mentre Romain Grosjean è autore di un errore che lo porta a incastrare la sua monoposto su un muro. La direzione di gara decide di interrompere la sessione, con bandiera rossa. Prima della ripartenza Bottas è secondo, davanti a Vettel e Verstappen. Nei 7 minuti e 49 secondi di sessione che mancano solo le Mercedes sono capaci di migliorare i loro tempi, con Hamilton che conserva la pole position. Per il britannico è la sua settantacinquesima partenza al palo nel mondiale, sul ventisettesimo circuito diverso.

### Risultati
Nella sessione di qualifica si è avuta questa situazione:
| Pos                         | Nº | Pilota            | Costruttore               | Q1       | Q2       | Q3          | Griglia |
| --------------------------- | -- | ----------------- | ------------------------- | -------- | -------- | ----------- | ------- |
| 1                           | 44 | Lewis Hamilton    | Mercedes                  | 1'31"271 | 1'30"645 | 1'30"029    | 1       |
| 2                           | 77 | Valtteri Bottas   | Mercedes                  | 1'31"776 | 1'31"227 | 1'30"147    | 2       |
| 3                           | 5  | Sebastian Vettel  | Ferrari                   | 1'31"820 | 1'30"751 | 1'30"400    | 3       |
| 4                           | 33 | Max Verstappen    | Red Bull Racing-TAG Heuer | 1'31"531 | 1'30"818 | 1'30"705    | 4       |
| 5                           | 3  | Daniel Ricciardo  | Red Bull Racing-TAG Heuer | 1'31"910 | 1'31"538 | 1'30"895    | 5       |
| 6                           | 7  | Kimi Räikkönen    | Ferrari                   | 1'31"567 | 1'30"772 | 1'31"057    | 6       |
| 7                           | 55 | Carlos Sainz Jr.  | Renault                   | 1'32"394 | 1'32"016 | 1'32"126    | 7       |
| 8                           | 16 | Charles Leclerc   | Sauber-Ferrari            | 1'32"538 | 1'32"055 | 1'32"635    | 8       |
| 9                           | 20 | Kevin Magnussen   | Haas-Ferrari              | 1'32"169 | 1'31"510 | 1'32"930    | 9       |
| 10                          | 8  | Romain Grosjean   | Haas-Ferrari              | 1'32"083 | 1'31"472 | senza tempo | 10      |
| 11                          | 31 | Esteban Ocon      | Force India-Mercedes      | 1'32"786 | 1'32"075 | N.D.        | 11      |
| 12                          | 27 | Nico Hülkenberg   | Renault                   | 1'32"949 | 1'32"115 | N.D.        | 12      |
| 13                          | 11 | Sergio Pérez      | Force India-Mercedes      | 1'32"692 | 1'32"454 | N.D.        | 13      |
| 14                          | 10 | Pierre Gasly      | Scuderia Toro Rosso-Honda | 1'32"447 | 1'32"460 | N.D.        | 14      |
| 15                          | 9  | Marcus Ericsson   | Sauber-Ferrari            | 1'32"804 | 1'32"820 | N.D.        | 15      |
| 16                          | 14 | Fernando Alonso   | McLaren-Renault           | 1'32"976 | N.D.     | N.D.        | 16      |
| 17                          | 28 | Brendon Hartley   | Scuderia Toro Rosso-Honda | 1'33"025 | N.D.     | N.D.        | 20      |
| 18                          | 2  | Stoffel Vandoorne | McLaren-Renault           | 1'33"162 | N.D.     | N.D.        | 17      |
| 19                          | 35 | Sergej Sirotkin   | Williams-Mercedes         | 1'33"636 | N.D.     | N.D.        | 18      |
| 20                          | 18 | Lance Stroll      | Williams-Mercedes         | 1'33"729 | N.D.     | N.D.        | 19      |
| Tempo limite 107%: 1'37"659 |    |                   |                           |          |          |             |         |

In grassetto sono indicate le migliori prestazioni in Q1, Q2 e Q3.

## Gara

### Resoconto
Al via Lewis Hamilton mantiene il comando della gara, mentre Sebastian Vettel tenta di passare Valtteri Bottas, ma le due vetture vanno a contatto, col finlandese che termina in testacoda. Entrambe le vetture sono danneggiate, ma possono continuare la gara. Nelle retrovie un altro incidente, tra Esteban Ocon e Pierre Gasly, costringe entrambi i piloti al ritiro. Un contatto, invece, tra Romain Grosjean e Sergio Pérez non produce grossi danni alle vetture. La direzione di gara decide per l'entrata in pista della Safety Car. Dietro a Hamilton si trovano Max Verstappen, Carlos Sainz Jr., Daniel Ricciardo, Kevin Magnussen, Charles Leclerc e Kimi Räikkönen. Dopo la sosta obbligata, sia Vettel che Bottas retrocedono in coda al gruppo.
Alla ripartenza della gara Räikkönen passa quasi subito Leclerc, mentre Vettel e Bottas iniziano la loro rimonta. Al giro 8 Räikkönen passa anche Magnussen, mentre Ricciardo ha la meglio su Sainz Jr. Ancora due giri, e Sainz Jr. è passato anche da Räikkönen. Viene nel frattempo comunicata la penalizzazione di 5 secondi per Vettel, a causa dell'incidente al via.
Il tedesco della Ferrari, che ha montato gomme soft, già al giro 20 si piazza quinto, alle spalle del suo compagno di team. Bottas, invece, è decimo. Al ventitreesimo giro un errore di Leclerc favorisce Nico Hülkenberg, che passa ottavo. Al giro 25 c'è la sosta per Max Verstappen, che rientra in gara quarto, davanti a Vettel. Un giro dopo effettua la sosta Sainz JR. La sosta di Daniel Ricciardo avviene al giro 28; l'australiano rientra dietro a Vettel.
Il leader della gara, Lewis Hamilton, attende il trentaduesimo giro per la sosta. Il britannico cede il comando della gara a Kimi Räikkönen, che si ferma dopo un giro. Il finlandese rientra dietro a Vettel, che è passato da Ricciardo. Dopo Hamilton ci sono ora le due Red Bull Racing, le due Ferrari e Valtteri Bottas. Al giro 38 Vettel cede la posizione a Räikkönen. Bottas effettua la sua seconda sosta al giro 39, ma un problema tecnico al carrello che solleva la vettura ne rallenta il rientro in gara. Dopo un giro anche Sebastian Vettel si ferma per la seconda volta, montando le gomme a mescola ultrasoft. Vettel resta quinto, mentre Bottas scala ottavo.
Al quarantasettesimo passaggio Kimi Räikkönen entra sul podio virtuale, sorpassando Daniel Ricciardo, che ha dei problemi alla power unit. Sulla Red Bull Racing vi sono anche problemi all'ala anteriore. Anche un altro pilota con vettura motorizzata, Renault, Carlos Sainz Jr., evidenzia problemi alla power unit.
Al giro 49 esplode la gomma anteriore sinistra sulla Williams di Lance Stroll, all'altezza della Signes. Il pilota termina la sua gara nella grande via di fuga. La direzione di gara neutralizza il gran premio con la Virtual Safety Car, per gli ultimi giri.
Lewis Hamilton vince il suo sessantacinquesimo gran premio, davanti a Verstappen e Räikkönen, che ottiene il suo novantacinquesimo podio nel mondiale, su trenta circuiti diversi, che rappresenta il nuovo record in F1. Hamilton ottiene, invece, la vittoria nel ventitreesimo gran premio diverso, anch'esso nuovo record nel mondiale.

### Risultati
I risultati del Gran Premio sono i seguenti:
| Pos | Nº | Pilota            | Costruttore               | Giri | Tempo/Ritiro           | Griglia | Punti |
| --- | -- | ----------------- | ------------------------- | ---- | ---------------------- | ------- | ----- |
| 1   | 44 | Lewis Hamilton    | Mercedes                  | 53   | 1h30'11"385            | 1       | 25    |
| 2   | 33 | Max Verstappen    | Red Bull Racing-TAG Heuer | 53   | +7"090                 | 4       | 18    |
| 3   | 7  | Kimi Räikkönen    | Ferrari                   | 53   | +25"888                | 6       | 15    |
| 4   | 3  | Daniel Ricciardo  | Red Bull Racing-TAG Heuer | 53   | +34"736                | 5       | 12    |
| 5   | 5  | Sebastian Vettel  | Ferrari                   | 53   | +1'01"935              | 3       | 10    |
| 6   | 20 | Kevin Magnussen   | Haas-Ferrari              | 53   | +1'19"364              | 9       | 8     |
| 7   | 77 | Valtteri Bottas   | Mercedes                  | 53   | +1'20"632              | 2       | 6     |
| 8   | 55 | Carlos Sainz Jr.  | Renault                   | 53   | +1'27"184              | 7       | 4     |
| 9   | 27 | Nico Hülkenberg   | Renault                   | 53   | +1'31"989              | 12      | 2     |
| 10  | 16 | Charles Leclerc   | Sauber-Ferrari            | 53   | +1'33"873              | 8       | 1     |
| 11  | 8  | Romain Grosjean   | Haas-Ferrari              | 52   | +1 giro                | 10      |       |
| 12  | 2  | Stoffel Vandoorne | McLaren-Renault           | 52   | +1 giro                | 17      |       |
| 13  | 9  | Marcus Ericsson   | Sauber-Ferrari            | 52   | +1 giro                | 15      |       |
| 14  | 28 | Brendon Hartley   | Scuderia Toro Rosso-Honda | 52   | +1 giro                | 20      |       |
| 15  | 35 | Sergej Sirotkin   | Williams-Mercedes         | 52   | +1 giro                | 18      |       |
| 16  | 14 | Fernando Alonso   | McLaren-Renault           | 50   | Sospensione            | 16      |       |
| 17  | 18 | Lance Stroll      | Williams-Mercedes         | 48   | Foratura               | 19      |       |
| Rit | 11 | Sergio Pérez      | Force India-Mercedes      | 27   | Pressione dell'acqua   | 13      |       |
| Rit | 31 | Esteban Ocon      | Force India-Mercedes      | 0    | Collisione con P.Gasly | 11      |       |
| Rit | 10 | Pierre Gasly      | Scuderia Toro Rosso-Honda | 0    | Collisione con E.Ocon  | 14      |       |

## Classifiche mondiali

### Piloti
| Pos | Pilota            | Punti |
| --- | ----------------- | ----- |
| 1   | Lewis Hamilton    | 145   |
| 2   | Sebastian Vettel  | 131   |
| 3   | Daniel Ricciardo  | 96    |
| 4   | Valtteri Bottas   | 92    |
| 5   | Kimi Räikkönen    | 83    |
| 6   | Max Verstappen    | 68    |
| 7   | Nico Hülkenberg   | 34    |
| 8   | Fernando Alonso   | 32    |
| 9   | Carlos Sainz Jr.  | 28    |
| 10  | Kevin Magnussen   | 27    |
| 11  | Pierre Gasly      | 18    |
| 12  | Sergio Pérez      | 17    |
| 13  | Esteban Ocon      | 11    |
| 14  | Charles Leclerc   | 11    |
| 15  | Stoffel Vandoorne | 8     |
| 16  | Lance Stroll      | 4     |
| 17  | Marcus Ericsson   | 2     |
| 18  | Brendon Hartley   | 1     |

### Costruttori
| Pos | Costruttore               | Punti |
| --- | ------------------------- | ----- |
| 1   | Mercedes                  | 237   |
| 2   | Ferrari                   | 214   |
| 3   | Red Bull Racing-TAG Heuer | 164   |
| 4   | Renault                   | 62    |
| 5   | McLaren-Renault           | 40    |
| 6   | Force India-Mercedes      | 28    |
| 7   | Haas-Ferrari              | 27    |
| 8   | Scuderia Toro Rosso-Honda | 19    |
| 9   | Sauber-Ferrari            | 13    |
| 10  | Williams-Mercedes         | 4     |

## Decisioni della FIA
A seguito dell'incidente con Valtteri Bottas, Sebastian Vettel subisce una decurtazione di due punti dalla Superlicenza.
Sergey Sirotkin subisce una penalità di due punti dalla Superlicenza per aver rallentato eccessivamente sotto il regime di safety car.
Romain Grosjean, oltre alla penalità di cinque secondi comminatagli in gara, subisce la decurtazione di due punti dalla Superlicenza.
Nessuna penalità è stata invece decisa per l'incidente al primo giro fra Esteban Ocon e Pierre Gasly.